# Aeropuerto Carlos Miguel Jiménez
Aeropuerto "Carlos Miguel Jiménez" de Pilar es un pequeño aeropuerto ubicado en la ciudad del Pilar, Departamento de Ñeembucú, Paraguay. Posee una pista de 1.500 metros de largo y 18 metros de ancho, construida con pavimento rígido. En el año 2005 el aeropuerto pasó por una renovación tecnológica muy importante.